# Prêmio Abraham Pais
O Prêmio Abraham Pais (em inglês:  Abraham Pais Prize for History of Physics) é um prêmio anual para a história da física, concedido desde 2005 pela American Physical Society (APS) e pelo American Institute of Physics (Center for History of Physics). É dotado com US$ 10.000 dólares, acompanhado de uma palestra no encontro da APS. É denominado em memória de Abraham Pais, biógrafo de Albert Einstein.

## Laureados[1]
- 2005: Martin Jesse Klein
- 2006: John Heilbron
- 2007: Max Jammer
- 2008: Gerald Holton
- 2009: Stephen Brush
- 2010: Russell McCormmach
- 2011: Silvan Samuel Schweber
- 2012: Lillian Hoddeson
- 2013: Roger H. Stuewer
- 2014: David Charles Cassidy
- 2015: Spencer Weart
- 2016: Allan Franklin
- 2017: Mary Jo Nye
- 2018: Peter Galison